# Eublemma uninotata
Eublemma uninotata là một loài bướm đêm trong họ Erebidae.